# Adriano Lucas
Adriano Mário da Cunha Lucas GOM (Coimbra, Santa Cruz, 14 de Dezembro de 1925 - Lisboa, São Mamede, 21 de Março de 2011) foi um engenheiro eletrotécnico, empresário e jornalista português.

## Biografia
Filho de Adriano Viegas da Cunha Lucas e de sua primeira mulher Georgette Pinto Borges.
Engenheiro electrotécnico pelo Instituto Superior Técnico da Universidade Técnica de Lisboa, 
Empresário e Administrador de Empresas, foi Proprietário e Director do "Diário de Coimbra" e 
Fundador do "Diário de Aveiro", do "Diário de Leiria" e do "Diário de Viseu".
Foi feito Grande-Oficial da Ordem do Mérito, condecoração póstuma atribuída pelo Presidente da República Aníbal António Cavaco Silva nas comemorações do 10 de Junho de 2011.
Casou na Capela do Palácio dos Condes de Castro Guimarães, em Cascais, Cascais, a 26 de Setembro de 1951 com Maria Arlette Canas Callé (Cascais, Cascais, 1 de Novembro de 1929 - Lisboa, Campo Grande, 8 de Dezembro de 1987), da qual teve seis filhos e filhas.